# صلیب خدمات برجسته (ایالات متحده)
صلیب خدمات برجسته (انگلیسی: Distinguished Service Cross) دومین نشان افتخار ایالات متحده آمریکا پس از نشان افتخار می‌باشد؛ که به پاس ایستادگی در برابر تهاجم اهدا می‌شود.
این نشان اولین بار در طول جنگ جهانی اول اهدا شد.